# 岡山シティミュージアム
岡山シティミュージアム（おかやまシティミュージアム、OKAYAMA CITY MUSEUM）は、岡山県岡山市北区のリットシティビル内にある岡山市立の博物館である。

## 概要
岡山市の歴史と現在の姿を記録・展示し、次世代に引き継ぐことを標榜して2005年に「岡山市デジタルミュージアム」として開館した。岡山駅西口に建設された再開発ビル・リットシティビル南棟の4階･5階にある。4階には企画展示室や講義室などがあり、5階には常設展示室や事務室、ミュージアムショップとカフェなどがある。常設展は有料で、企画展は無料もしくは有料となっている。
造山古墳などの遺跡や桃太郎伝説などの古代吉備国の文化、戦国時代に築かれ、江戸時代には岡山藩32万石池田氏の居城となった岡山城、伝統工芸品の備前焼、江戸時代から盛んに行われた児島湾干拓などをはじめとして、古代から現在に至るまでの岡山市を中心とした地域の歴史や生活文化実物資料と最新のデジタル技術を用いた展示が行われており、観光客はもちろん市民の生涯学習、小中学生の学習の場としても活用されている。企画展では岡山地域に関する展示のほか、全国各地の国宝・重要文化財や海外の貴重な文化財の展示が行われることがある。

## 沿革
- 2002年（平成14年）岡山市駅元町地区第二種市街地再開発事業第2工区として岡山駅西口にリットシティビルが着工される。
- 2005年（平成17年）6月30日、リットシティビル完成。南棟4階・5階に開設される。8月27日に「おかやまと桃太郎展」でオープン、10月21日に「新シルクロード展」の開催をもってグランドオープンする。
- 2012年（平成24年）10月1日、「岡山シティミュージアム（Okayama City Museum）」に名称変更。

## 交通アクセス
- JR岡山駅中央改札口より徒歩すぐ

## 利用案内
常設展入館料
- 一般：300円
- 高校生・大学生：200円
- 障害者手帳所有者と付き添い（1名）・65歳以上・中学生以下：無料

企画展
無料の場合と有料の場合がある。公式ホームページを参照されたい。

## 周辺施設
- JR岡山駅
  - さんすて岡山
- NHK岡山放送局（同ビル内）
- ANAクラウンプラザホテル岡山（同ビル内）
- 岡山コンベンションセンター（ママカリフォーラム）